# Christa Campbell
Christa Campbell, née le 7 décembre 1972 à Oakland (Californie), est une actrice et productrice américaine.

## Filmographie

### Actrice

#### Cinéma
- 1994 : Erotic Landscapes (Vidéo)
- 2000 : Desire L.A. : Melissa
- 2000 : En lettres de sang (Red Letters) : Lauren
- 2000 : The Crew de Michael Dinner : une infirmière
- 2001 : Looking for Bobby D : Sandy
- 2002 : Le Nouveau (The New Guy) : La petite amie de Tommy Lee
- 2003 : Le Truand de Malibu (Malibu's Most Wanted) : une féministe en colère
- 2004 : The Drone Virus : une séductrice
- 2005 : 2001 Maniacs : Milk Maiden
- 2005 : Crazy in Love (Mozart and the Whale) : la thérapeute
- 2005 : Death by Engagement : Stacy
- 2006 : End Game - Complot à la maison blanche (End Game) : la maîtresse
- 2006 : Cœurs perdus (Lonely Hearts) : Sara Long
- 2006 : Relative Strangers : la fille du carnaval
- 2006 : The Wicker Man : Truck Stop Waitress
- 2007 : Blizhniy Boy: The Ultimate Fighter : Anastasia
- 2007 : Cleaner : Coach Beth Jensen
- 2007 : Revamped (vidéo) : Lexa
- 2007 : Hallows Point : Tanya Graves
- 2007 : Showdown at Area 51 : Charlie Weise
- 2007 : Blonde Ambition : une employée de bureau
- 2008 : Gurdian : Janet
- 2008 : Hero Wanted : Kayla McQueen
- 2008 : Le Jour des morts (Day of the Dead) : Mme Leitner
- 2009 : Finding Bliss : Kato
- 2009 : Ligeia : Mme Burris
- 2009 : En cloque mais pas trop (Labor Pains) : Brooke
- 2009 : Lies & Illusions : Nicole Williams
- 2009 : Hyenas : Wilda
- 2009 : Audie & the Wolf : Rachel Brock
- 2010 : 2001 Maniacs : Fields Of Scream : Milk Maiden
- 2011 : Hell Driver : Mona
- 2011 : Spoon : une femme
- 2011 : Spiders 3D : Rachel
- 2012 : Straight A's : Dana
- 2012 : The Wedding : Kim
- 2013 : The Iceman : Adèle
- 2013 : Axe to Grind : Debbie Wilkins
- 2014 : Autómata de Gabe Ibáñez : une actrice
- 2017 : Leatherface d'Alexandre Bustillo et Julien Maury

#### Télévision

##### Séries télévisées
- 1996 : Erotic Confessions: Volume 1 : la servante (Partie "The Painting")
- 1996 : Erotic Confessions: Volume 3 : la servante
- 1996 : Erotic Confessions: Volume 6 : la servante (Partie  "Party for Two")
- 1995–1999 : Erotic Confessions : Une femme de ménage / Megan / Lodge Clerk (3 épisodes)
- 1996 : Pacific Blue : Terry
- 1997 : All That : Sara
- 1998 : Intimate Sessions : Laura
- 1999 : Unhappily Ever After : Kirsten
- 2002 : Sabrina, l'apprentie sorcière (Sabrina, the Teenage Witch) : Tina
- 2004 : Summerland : Une modèle fashion
- 2007 : Les Griffin (Family Guy) : Elizabeth Shue/Blonde

#### Téléfilms
- 1999 : D.O.A. : Kathy
- 2005 : Mosquitoman (Manquito) : Liz
- 2006 : The Black Hole : Advisor Coldwell
- 2006 : Kraken : Le Monstre des profondeurs (Kraken: Tentacles of the Deep) : Emily
- 2010 : Gun : une journaliste

### Productrice
- 2019 : Hellboy de Neil Marshall
- 2019 : La Chute du Président de Ric Roman Waugh
- 2019 : Rambo: Last Blood d'Adrian Grunberg
- 2021 : Hitman and Bodyguard 2 (The Hitman's Wife's Bodyguard) de Patrick Hughes
- 2024 : Hellboy: The Crooked Man de Brian Taylor